# Pedro Zaballa
Pedro Zaballa Barquín (29. červenec 1938 Castro Urdiales – 4. červen 1997 Oviedo) byl španělský fotbalista. Nastupoval většinou na postu útočníka.
Se španělskou reprezentací vyhrál mistrovství Evropy roku 1964, byť na závěrečný turnaj nebyl nominován, nastoupil však ve druhém čtvrtfinálovém zápase, který rozhodl svými dvěma brankami. Byl to jeho druhý a poslední zápas v reprezentačním áčku.
S FC Barcelona vyhrál Veletržní pohár 1965/66. Získal s Barcelonou rovněž španělský pohár (1962/63).